# Дорожинський Михайло Андрійович
Миха́йло Андрі́йович Дорожи́нський (нар. ? — пом. ?) — український педагог, статський радник.

## Життєпис

### Освіта
9 лютого 1885 року закінчив історико-філологічний факультет Київського університету Святого Володимира і отримав звання дійсного студента.

### Трудова діяльність
На державній службі з 17 серпня 1882 року. У Київському навчальному окрузі з 10 березня 1885 року.
У джерелах стосовно державної служби починає згадуватися як викладач предмету Математика чоловічої гімназії міста Златополя у 1885-1889 навчальних роках спочатку без чину, а у 1889-1892 навчальних роках вже як викладач предмету Давні мови, у 1892-1894 навчальних роках предмету Давні мови вже у чині надвірний радник.
Викладає у Білоцерківській гімназії предмет Латинська мова у чині колезький радник у 1894-1897 навчальних роках та у чині статський радник предмет Давні мови у 1897-1899 навчальних роках.
У Київській третій чоловічій гімназії викладає предмет Давні мови у 1899-1902 навчальних роках, предмет Грецька мова у 1904-1911 навчальних роках, предмет Латинська мова у 1911-1916 навчальних роках.

## Сім'я
Дружина Анна Костянтинівна — у 1912-1915 навчальних роках службовець Київської третьої чоловічої гімназії.

## Зазначення
1. ↑  Державний архів Кіровоградської області. Ф. 499 оп. 1 спр. 359 С. 7-8 [Архівовано 30 листопада 2016 у Wayback Machine.](рос. дореф.)
2. 1 2  [Архівовано 30 листопада 2016 у Wayback Machine.] Державний архів Кіровоградської області. Кошторис витрат на службовців Златопільської чоловічої гімназії від 2 жовтня 1885 року. Ф.499 оп.1 спр.403 С. 2](рос. дореф.)
3. ↑  Адрес-Календарь. Общая Роспись начальствующих и прочих должностных лиц в Российской Империи на 1886 год. Часть 1 и 2. Ч. 1 С. 408 [Архівовано 22 жовтня 2016 у Wayback Machine.](рос. дореф.)
4. ↑  Адрес-Календарь. Общая Роспись начальствующих и прочих должностных лиц в Российской Империи на 1887 год. Часть 1 и 2. Ч. 1 С. 404 [Архівовано 22 жовтня 2016 у Wayback Machine.](рос. дореф.)
5. ↑  1888. Адрес-Календарь. Общая роспись начальствующих и прочих должностных лиц по всем управлениям в Российской Империи, часть 1 и 2. Ч. 1 С. 403 [Архівовано 22 жовтня 2016 у Wayback Machine.](рос. дореф.)
6. ↑  1889. Адрес-календарь. Общая роспись начальствующих и прочих должностных лиц по всем управлениям в Российской Империи, часть 1 и 2. Ч. 1 С. 397 [Архівовано 22 жовтня 2016 у Wayback Machine.](рос. дореф.)
7. ↑  Адрес-календарь Российской Империи. (часть 1 и 2). Ч. 1 С. 398 [Архівовано 10 квітня 2011 у Wayback Machine.](рос. дореф.)
8. ↑  Адрес-календарь. Общая роспись начальствующих и прочих должностных лиц по всем управлениям в Российской Империи, часть 1 и 2. Ч. 1 С. 394 [Архівовано 22 жовтня 2016 у Wayback Machine.](рос. дореф.)
9. ↑  Адрес-календарь. Общая роспись начальствующих и прочих должностных лиц по всем управлениям в Российской Империи на 1892 год, часть 1 и 2. Ч. 1 С. 385 [Архівовано 22 жовтня 2016 у Wayback Machine.](рос. дореф.)
10. ↑  Адрес-календарь. Общая роспись начальствующих и прочих должностных лиц по всем управлениям в Российской Империи на 1893 год, часть 1 и 2. Ч. 1 С. 519 [Архівовано 22 жовтня 2016 у Wayback Machine.](рос. дореф.)
11. ↑  Адрес-Календарь. Общая Роспись начальствующих и прочих должностных лиц по всем управлениям в Российской Империи на 1894 год. Часть 1 и 2. Ч. 1 С. 523 [Архівовано 22 жовтня 2016 у Wayback Machine.](рос. дореф.)
12. ↑  Адрес-Календарь. Общая Роспись начальствующих и прочих должностных лиц по всем управлениям в Российской Империи на 1895 год. Часть 1 и 2. Ч. 1 С. 539 [Архівовано 2 лютого 2017 у Wayback Machine.](рос. дореф.)
13. ↑  Адрес-Календарь. Общая Роспись начальствующих и прочих должностных лиц по всем управлениям в Российской Империи на 1896 год. Часть 1 и 2. Ч. 1 С. 544 [Архівовано 20 грудня 2016 у Wayback Machine.](рос. дореф.)
14. ↑  Адрес-Календарь. Общая Роспись начальствующих и прочих должностных лиц по всем управлениям в Российской Империи на 1897 год. Часть 1 и 2. Ч. 1 С. 218 [Архівовано 20 грудня 2016 у Wayback Machine.](рос. дореф.)
15. ↑  Адрес-Календарь. Общая Роспись начальствующих и прочих должностных лиц по всем управлениям в Российской Империи на 1898 год. Часть 1 и 2. Ч. 1 С. 223 [Архівовано 26 лютого 2015 у Wayback Machine.](рос. дореф.)
16. ↑  Адрес-Календарь. Общая Роспись начальствующих и прочих должностных лиц во всем управлении Российской Империи. Часть 1 и 2. Ч. 1 С. 227 [Архівовано 7 травня 2017 у Wayback Machine.](рос. дореф.)
17. ↑  Адрес-Календарь. Общая роспись начальствующих и прочих должностных лиц по всем управлениям в Российской Империи на 1900 год, часть 1 и 2. Ч. 1 С. 233 [Архівовано 10 травня 2017 у Wayback Machine.](рос. дореф.)
18. ↑  Адрес-Календарь. Общая роспись начальствующих и прочих должностных лиц по всем управлениям в Российской Империи на 1901 год, часть 1 и 2. Ч. 1 С. 237 [Архівовано 10 квітня 2011 у Wayback Machine.](рос. дореф.)
19. ↑  Адрес-Календарь. Общая роспись начальствующих и прочих должностных лиц по всем управлениям в Российской Империи на 1902 год, часть 1 и 2. Ч. 1 С. 237 [Архівовано 10 травня 2017 у Wayback Machine.](рос. дореф.)
20. ↑  Адрес-Календарь. Общая роспись начальствующих и прочих должностных лиц по всем управлениям в Российской Империи на 1905 год, часть 1 и 2. Ч. 1 С. 249 [Архівовано 7 травня 2017 у Wayback Machine.](рос. дореф.)
21. ↑  Адрес-Календарь. Общая роспись начальствующих и прочих должностных лиц по всем управлениям в Российской Империи на 1906 год, часть 1. С. 261. [Архівовано 5 листопада 2016 у Wayback Machine.](рос. дореф.)
22. ↑  Адрес-Календарь. Общая роспись начальствующих и прочих должностных лиц по всем управлениям в Российской Империи на 1907 год, часть 1. С. 268. [Архівовано 7 травня 2017 у Wayback Machine.](рос. дореф.)
23. ↑  Адрес-Календарь. Общая роспись начальствующих и прочих должностных лиц по всем управлениям в Российской Империи на 1908 год, часть 1 и 2. Ч. 1 С. 277 [Архівовано 5 листопада 2016 у Wayback Machine.](рос. дореф.)
24. ↑  Адрес-Календарь. Общая роспись начальствующих и прочих должностных лиц по всем управлениям в Российской Империи на 1909 год, часть 1 и 2. Ч. 1 С. 300 [Архівовано 5 листопада 2016 у Wayback Machine.](рос. дореф.)
25. ↑  Адрес-Календарь. Общая Роспись начальствующих и прочих должностных лиц по всем управлениям в Российской империи на 1910 год. Часть 1 и 2. Ч. 1 С. 320 [Архівовано 30 жовтня 2016 у Wayback Machine.](рос. дореф.)
26. ↑  Адрес-Календарь. Общая Роспись начальствующих и прочих должностных лиц по всем управлениям в Российской империи на 1911 год. Часть 1 и 2. Ч. 1 С. 346 [Архівовано 2 квітня 2015 у Wayback Machine.](рос. дореф.)
27. ↑  Адрес-Календарь. Общая Роспись начальствующих и прочих должностных лиц по всем управлениям в Российской империи на 1912 год. Часть 1 и 2. Ч. 1 С. 359 [Архівовано 3 листопада 2016 у Wayback Machine.](рос. дореф.)
28. ↑  Адрес-Календарь. Общая Роспись начальствующих и прочих должностных лиц по всем управлениям в Российской империи на 1913 год. Часть 1 и 2. Ч. 1 С. 385 [Архівовано 3 листопада 2016 у Wayback Machine.](рос. дореф.)
29. ↑  Адрес-Календарь. Общая Роспись начальствующих и прочих должностных лиц по всем управлениям в Российской империи на 1914 год. Часть 1 и 2. Ч. 1 С. 422 [Архівовано 3 листопада 2016 у Wayback Machine.](рос. дореф.)
30. ↑  Адрес-календарь Российской Империи на 1915 г., (часть 1 и 2). Ч. 1 С. 438 [Архівовано 18 жовтня 2016 у Wayback Machine.](рос. дореф.)
31. ↑  Адрес-Календарь. Общая Роспись начальствующих и прочих должностных лиц по всем управлениям в Российской империи на 1916 год. Часть 1 и 2. Ч. 1 С. 409 [Архівовано 2 квітня 2015 у Wayback Machine.](рос. дореф.)
32. ↑  Памятная книжка Киевской губернии на 1913 год. С. 83 [Архівовано 6 листопада 2016 у Wayback Machine.](рос. дореф.)
33. ↑  Памятная книжка Киевской губернии с приложением Адрес-Календаря на 1914 год. С. 86 [Архівовано 5 листопада 2016 у Wayback Machine.](рос. дореф.)
34. ↑  Памятная книжка Киевской губернии с приложением Адрес-Календаря на 1915 год. С. 63 [Архівовано 18 жовтня 2014 у Wayback Machine.](рос. дореф.)